# Gwanggyosan
Gwanggyosan (582 m) là một núi ở Gyeonggi, Hàn Quốc. Nó nằm trên biên giới Suwon và Yongin, mặc dù phần lớn phạm vi kéo ra đến phía Bắc và nó còn nằm trên biên giới của Uiwang, Gwacheon, Seoul và Seongnam.
Đỉnh núi có thể nhìn bao quát Suwon, Yongin và Bundang. Ngọn núi này thường leo từ hồ Gwanggyo ở Suwon.

## Hình ảnh

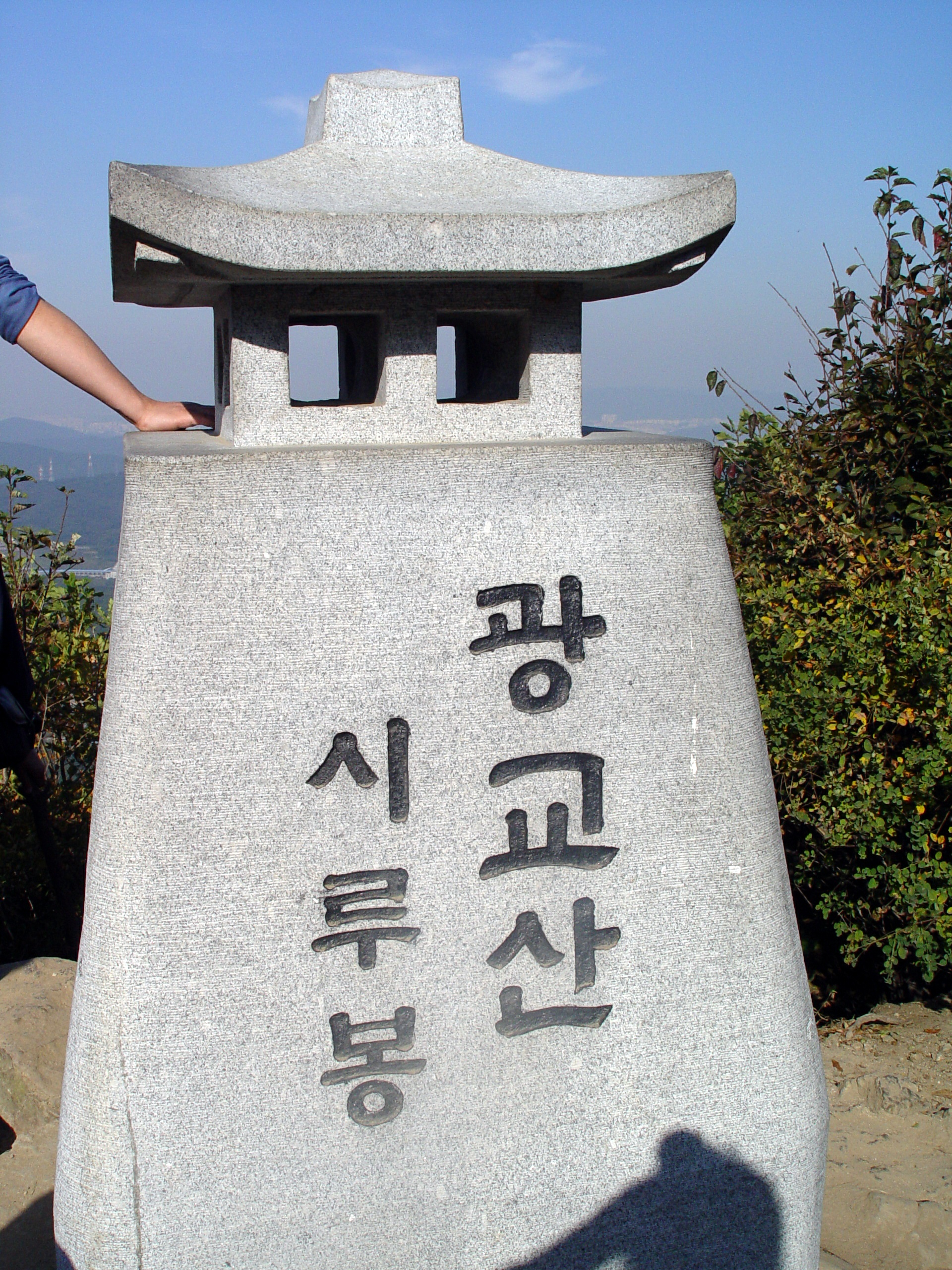
Bia đá
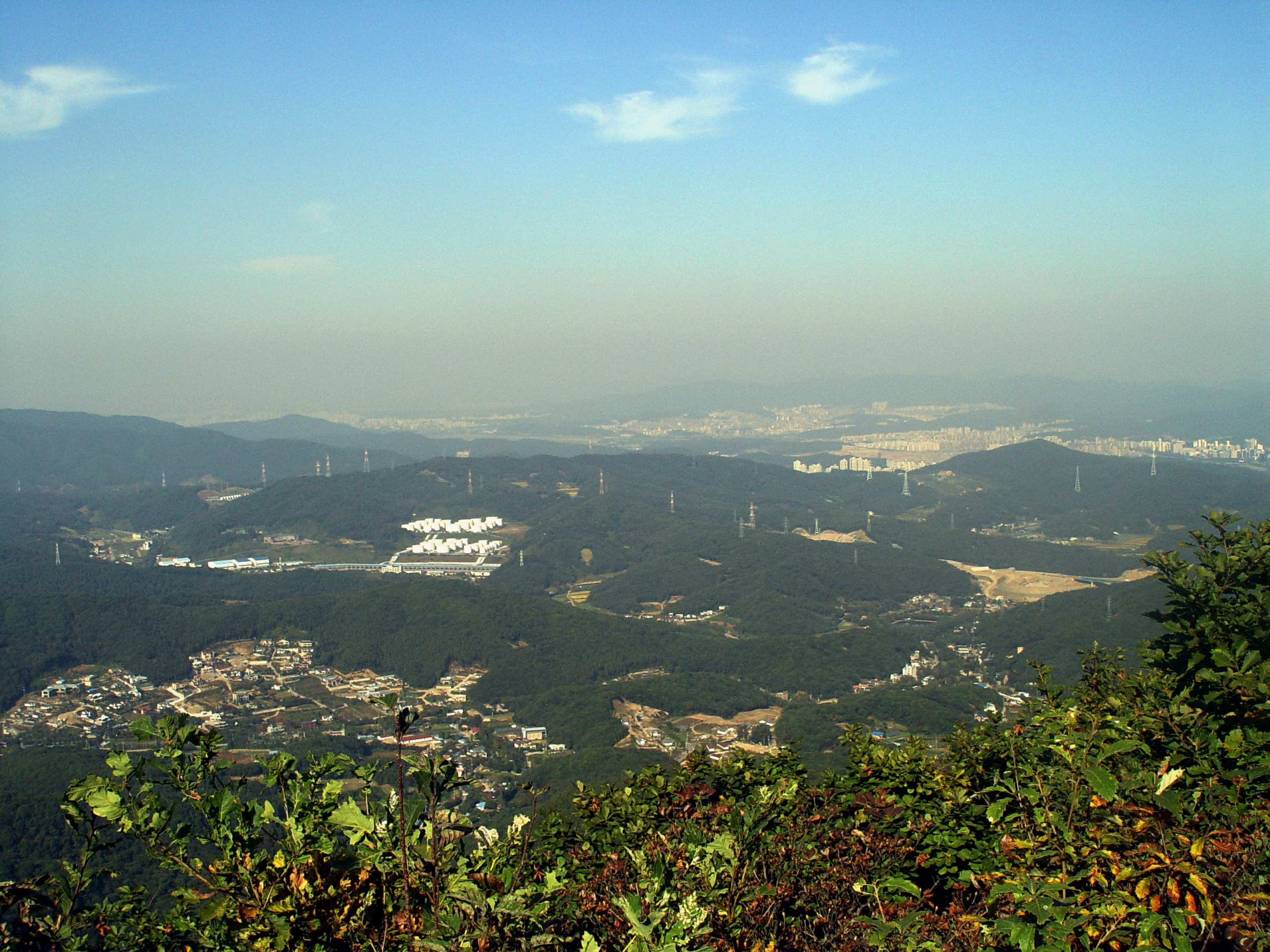
SE Seoul và Seongnam nhìn từ Gwanggyosan
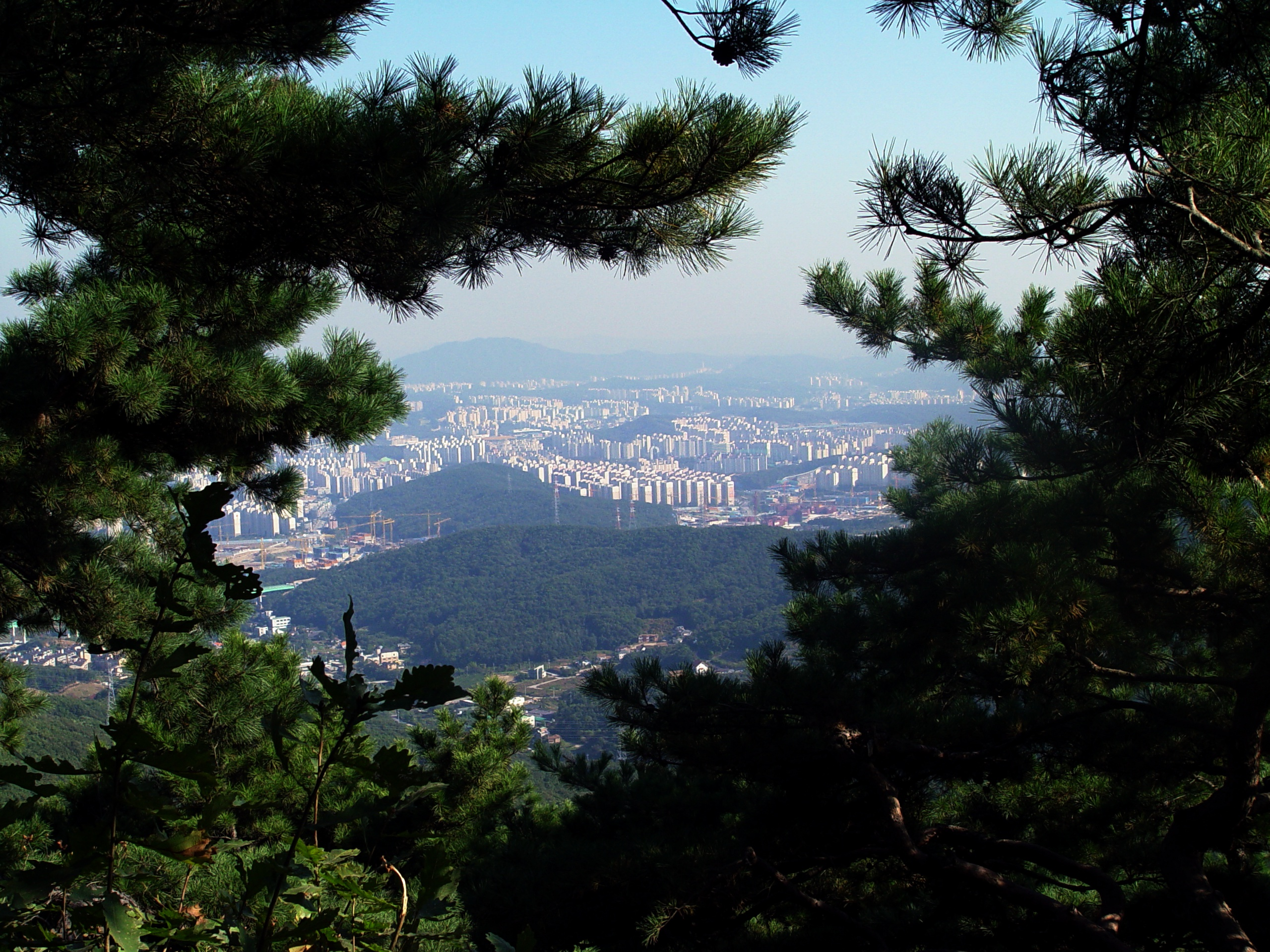
Suji nhìn từ Gwanggyosan
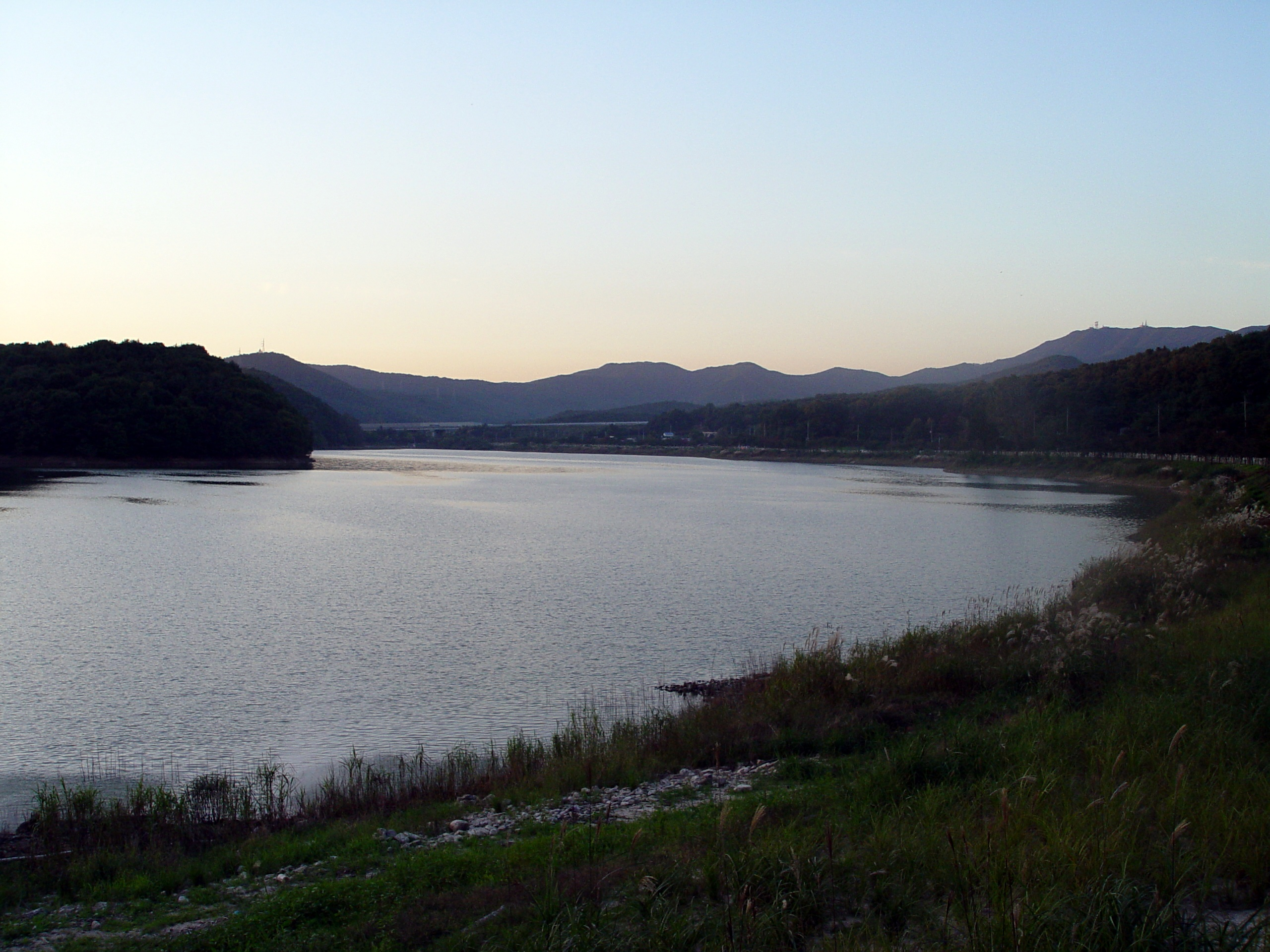
Hồ Gwanggyo từ đường chân trời phía Nam núi